# Leslie Valiant
Leslie Gabriel Valiant (ur. 28 marca 1949) – brytyjski informatyk i teoretyk obliczeń.

## Życiorys
Uczył się w King’s College, Imperial College London i University of Warwick, gdzie w 1974 roku otrzymał stopień naukowy Doctor of Philosophy. W 1982 roku zaczął uczyć na Uniwersytecie Harvarda, wcześniej uczył na Carnegie Mellon University, Uniwersytecie w Leeds i Uniwersytecie Edynburskim.
Valiant jest znany za swoją pracę w dziedzinie informatyki teoretycznej. Do teorii złożoności obliczeniowej wprowadził m.in. pojęcie #P-zupełności wyjaśniające dlaczego problemy wyliczania i niezawodności są kłopotliwe. Wprowadził również pojęcie algorytmów holograficznych. Jego wcześniejsze prace w teorii automatów zawierają algorytm do parsowania bezkontekstowego (rozszerzenie algorytmu CYK), który jest obecnie (na rok 2010) asymptotycznie najszybszym znanym. Pracuje także w neurologii obliczeniowej koncentrując się na rozumieniu uczenia się i pamięci.
Otrzymał Nagrodę Nevanlinny w 1986 roku, Nagrodę Knutha w 1997, nagrodę organizacji European Association for Theoretical Computer Science w 2008 oraz Nagrodę Turinga w 2010. Jest członkiem Royal Society, członkiem Association for the Advancement of Artificial Intelligence oraz członkiem amerykańskiej National Academy of Sciences.